# Waleran (Bischof)
Waleran († 29. August 1184 in Rochester) war ein anglonormannischer Geistlicher. Ab 1182 war er Bischof von Rochester.

## Herkunft und Aufstieg als Geistlicher
Waleran stammte wahrscheinlich aus einer normannischen Familie, über die nichts näher bekannt ist. Er wird zwar mehrmals in Urkunden als Magister betitelt, doch darunter sind zwei gefälschten Urkunden aus Rochester, so dass unsicher ist, ob er tatsächlich eine höhere Schule besucht hat. Spätestens um 1153 war er Archidiakon von Bayeux in der Normandie. Ab 1174, immer noch als Archidiakon, war er im Dienst von Richard of Dover, nachdem dieser Erzbischof von Canterbury geworden war. Er wird in etwa 51 der erhaltenen Urkunden Richards als Zeuge genannt, wobei er noch als Bischof Urkunden Richards bezeugte. Dazu diente er mehrfach als königlicher Beamter. 1176 bewegte Waleran Gerard Pucelle, der ebenfalls zum Haushalt des Erzbischofs gehörte, dazu, einen Rechtsstreit zwischen Battle Abbey und Godfrey de Lucy zu Gunsten des Klosters zu entscheiden.

## Bischof von Rochester
Am 9. oder 10. Oktober 1182 wurde Waleran zum Bischof der Diözese Rochester gewählt, wobei seine Wahl wohl entscheidend von Richard of Dover gefördert wurde. Am 18. Dezember 1182 wurde er zum Priester und am 19. Dezember von Richard of Dover zum Bischof geweiht. Zur Verärgerung der Mönche des Kathedralpriorats von Canterbury fand die Weihe im normannischen Lisieux statt. Erst im Sommer 1183 kehrte Waleran nach England zurück. Am 19. August erneuerte er seinen Gehorsam- und Treueeid in Canterbury in Gegenwart des Erzbischofs, der ihm dann seinen Bischofsstab übergab. Nach dem Tod von Erzbischof Richard am 16. Februar 1184 kam es über die Wahl eines neuen Erzbischofs zum Streit. König Heinrich II., der Balduin von Exeter als neuen Erzbischof wünschte, beauftragte Waleran, eine Delegation nach Rom zu führen, um den Fall dem Papst zur Entscheidung vorzulegen. Bevor Waleran jedoch aufbrechen konnte, starb er in Rochester und wurde wahrscheinlich in der Kathedrale von Rochester begraben. Seine Testamentsvollstrecker waren der Prior des Kathedralpriorats, der Prior von St Gregory's in Canterbury und der Präzentor von Évreux. Er hinterließ dem Kathedralpriorat Messgewänder sowie einige Bücher.
Aus Walerans kurzer Amtszeit sind nur wenige Urkunden erhalten. Obwohl er wohl wie andere Bischöfe seiner Zeit anstelle des Kathedralpriorats ein aus Säkularkanonikern gebildetes Kathedralkapitel wünschte, blieb er bei den Mönchen in Rochester in guten Andenken, was wohl vor allem an deren Streit mit seinem Nachfolger Gilbert de Glanville lag.